# Jet (sång)
"Jet" är en sång av Paul McCartney, inspelad med gruppen Wings. Den gavs först ut på albumet Band on the Run från 1973.
"Jet" blev en stor hit i Storbritannien och även i USA, och är fortfarande en av McCartneys mest populära låtar. Sången är ett ständigt förekommande nummer på McCartney-konserter, oftast som ett av öppningsnumren. Låten är också med på McCartneys samtliga samlingsskivor från solokarriären.

## Låttitelns bakgrund
"Jet" var ursprungligen en svart labrador som McCartneyfamiljen hade. Det är den hunden som anses ha givit upphov till låttiteln. Att döpa en låt efter en hund var inte första gången för McCartney, vars tidigare hund Martha gav sitt namn till låten "Martha My Dear" på Beatles-albumet The Beatles (oftast kallad White Album) från 1968.

## Listplaceringar
| Lista (1974)   | Position              |
| -------------- | --------------------- |
| Kanada         | 5 (RPM)               |
| Nederländerna  | 10                    |
| Norge          | 9                     |
| Nya Zeeland    | 4 (NZ Listner)        |
| Storbritannien | 7                     |
| Sverige        | 5 (Tio i topp)        |
| USA            | 7 (Billboard Hot 100) |
| Västtyskland   | 6                     |